# Абашев, Ренат Зуфарович
Рена́т Зуфа́рович Аба́шев (род. 17 марта 1969, Кирово-Чепецк, Кировская область, РСФСР, СССР) — советский и российский  хоккеист, выступавший за клубы главных хоккейных лиг России и Белоруссии.

## Биография
Родился 17 марта 1969 года в Кирово-Чепецке. Воспитанник ДЮСШ клуба «Олимпия» (первый тренер — Н. И. Бердников), в котором и начал свою игровую карьеру в 17 лет, и где выступал до сезона 1996/1997. В переходном турнире 1997 года играл за нижегородское «Торпедо», сохранившее место в Суперлиге, в 1997—2002 и 2003—2004 годах — за клубы высшей лиги ижевскую «Ижсталь», ХК «Воронеж», заволжский «Мотор», кирово-чепецкую «Олимпию», ХК «Рыбинск», серовский «Металлург».
В сезоне 2002/2003 выступал за клуб «Химволокно» (Могилёв), в 2004/2005 — за новополоцкий «Химик-СКА», игравшие в высшей лиге чемпионата Белоруссии (с 2006 года получившей название «Белорусская экстралига»).
В сезоне 2005/2006 вернулся в «Олимпию», следующий сезон выступал за клуб первой лиги «Сокол» (Новочебоксарск), два последние профессиональные игровые сезона вновь играл в «Олимпии». В настоящее время продолжает играть в кирово-чепецкой команде любительской хоккейной лиги «Дикие пчёлы».